# Fatima Sana
Fatima Sana (* 8. November 2001 in Karachi, Pakistan) ist eine pakistanische Cricketspielerin, die seit 2014 für die pakistanische Nationalmannschaft spielt.

## Kindheit und Ausbildung
Ihre Familie unterstützte sie früh in ihrer Cricket-Karriere. Sie spielte als Jugendliche früh in der Jugendmannschaft von Hyderabad und spielte mit ihr auf nationaler Ebene. Ab 2015 spielte sie für Karachi.

## Aktive Karriere
Ihr Debüt in der Nationalmannschaft gab sie bei der Tour in Südafrika im Mai 2019. Dabei absolvierte sie ihr erstes WODI und WTwenty20 und konnte im zweiten WTwenty20 3 Wickets für 27 Runs erzielen. Bei der Tour in den West Indies im Juli 2021 konnte sie im vierten WODI 4 Wickets für 30 Runs erreichen und wurde dafür als Spielerin des Spiels ausgezeichnet. Im fünften Spiel der Serie konnte sie sogar ihr erstes Five-For erreichen, als ihr 5 Wickets für 39 Runs gelangen, und wurde dafür ebenfalls ausgezeichnet. Im Januar 2022 wurde sie für den Women’s Cricket World Cup 2022 nominiert. Dort konnte sie unter anderem gegen Südafrika 3 Wickets für 43 Runs erreichen. Im Sommer 2022 bestritt sie zunächst eine Tour gegen Sri Lanka und konnte dabei in den ODIs einmal  4 Wickets für 26 Runs erreichen. Bei den darauf folgenden Commonwealth Games 2022 war ihre beste Leistung 35* Runs gegen Australien. Vor dem Women’s Twenty20 Asia Cup 2022 verletzte sie sich am Knöchel und musste so das Turnier absagen. Im Januar 2023 erreichte sie in der WODI-Serie in Australien 3 Wickets für 53 Runs. Beim ICC Women’s T20 World Cup 2023 war ihre beste Leistung dann 2 Wickets für 44 Runs gegen England.